# Et Satan conduit le bal
Pour plus de détails, voir Fiche technique et Distribution.
Et Satan conduit le bal est un film français de Grisha Dabat, produit et scénarisé par Roger Vadim, et sorti en 1962.

## Synopsis
A Collioure, Ivan, un jeune gigolo, et sa nouvelle petite amie Manuelle, fille d'un gangster retraité, rejoignent deux autres couples dans une luxueuse villa.
Le temps d'un week-end, les trois couples vont mener un marivaudage qui deviendra rapidement un ballet infernal où l'amour charnel sera un jeu.

## Fiche technique
- Titre  original : Et Satan conduit le bal
- Réalisateur : Grisha M. Dabat
- Scénario et dialogues : Grisha M. Dabat et Roger Vadim
- Producteur : Claude V. Coen et Roger Vadim
- Musique du film : Claude Vasori
- Directeur de la photographie : Raoul Coutard
- Montage : Françoise Javet et Kenout Peltier
- Création des décors : Firmim Bauby
- Société de production : Cocinor, Hoche Productions, Les Films Marceau et Saphrene
- Société de distribution : Cocinor-C.C.N., Hoche Productions, Les Films du Saphrène, Les Films Marceau
- Pays de production  : France
- Genre : Drame
- Durée : 82 minutes
- Date de sortie : 
  - France : 24 octobre 1962
- Affiche : Jean-Étienne Siry (France)

## Distribution
- Catherine Deneuve : Manuelle
- Jacques Perrin : Ivan
- Bernadette Lafont : Isabelle
- Jacques Doniol-Valcroze : Éric
- Françoise Brion : Monica
- Henri-Jacques Huet : Jean-Claude
- Jacques Monod : Monsieur Klaus
- Patricia Karim
- Paulette Pastor
- Henry Allaume
- Jean Alazé
- Dagois
- Philippe Auber

## Production
Le film est tourné en avril 1962 dans les Pyrénées-Orientales à Collioure, Port-Vendres, Argelès-sur-Mer et Perpignan.